# Lagerföljd
Lagerföljd är en geologisk term som ofta används för att beskriva ett åldersförhållande mellan olika lager, och är en serie på två eller flera efterföljande lager. Läran om lagerföljder kallas stratigrafi där ordet strati betyder lager.